# Rally Villa de Adeje de 2023
El Rally Villa de Adeje de 2023, oficialmente 32.º Rally Internacional Villa de Adeje BP Tenerife-Trofeo Cicar, fue la trigésimo segunda edición, la tercera cita de la Copa de España de Rallyes de Asfalto y la cuarta del campeonato de Canarias. Se celebró del 30 de junio al 1 de julio y contó con un itinerario de doce tramos que sumaban un total de 114 km cronometrados.

## Itinerario
| Día   | Tramo | Nombre                         | Distancia | Hora  | Ganador             | Tiempo  | Líder        |
| ----- | ----- | ------------------------------ | --------- | ----- | ------------------- | ------- | ------------ |
| Día 1 | TC1   | Guía de Isora                  | 8,42 km   | 17:35 | Enrique Cruz        | 5:13.0  | Enrique Cruz |
| Día 1 | TC2   | Tamaimo                        | 6,99 km   | 18:10 | Enrique Cruz        | 4:07.1  | Enrique Cruz |
| Día 1 | TC3   | Guía de Isora Adeje            | 8,36 km   | 18:40 | Enrique Cruz        | 4:33.9  | Enrique Cruz |
| Día 1 | TC4   | Guía de Isora                  | 8,42 km   | 21:05 | Miguel Ángel Suárez | 5:10.7  | Enrique Cruz |
| Día 1 | TC5   | Tamaimo                        | 6,99 km   | 21:40 | Enrique Cruz        | 4:08.3  | Enrique Cruz |
| Día 1 | TC6   | Guía de Isora Adeje            | 8,36 km   | 22:10 | Enrique Cruz        | 4:33.7  | Enrique Cruz |
| Día 2 | TC7   | Granadilla-San Miguel-Vilaflor | 20,49 km  | 10:00 | Enrique Cruz        | 12:46.7 | Enrique Cruz |
| Día 2 | TC8   | Karting C. Recalvi             | 3,83 km   | 11:00 | Jan Černý           | 2:28.2  | Enrique Cruz |
| Día 2 | TC9   | Adeje BP (TC plus)             | 9,27 km   | 11:50 | Miguel Ángel Suárez | 6:27.8  | Enrique Cruz |
| Día 2 | TC10  | Granadilla-San Miguel-Vilaflor | 20,49 km  | 14:40 | Jorge Cagiao        | 12:43.8 | Enrique Cruz |
| Día 2 | TC11  | Karting C. Recalvi             | 3,83 km   | 15:40 | Jan Černý           | 2:27.8  | Enrique Cruz |
| Día 2 | TC12  | Adeje BP                       | 9,27 km   | 16:30 | Jan Černý           | 6:27.7  | Enrique Cruz |

## Clasificación final
| Pos. | Piloto                 | Copiloto             | Automóvil             | Tiempo    | Diferencia |
| ---- | ---------------------- | -------------------- | --------------------- | --------- | ---------- |
| 1.   | Enrique Cruz           | Yeray Mújica         | Ford Fiesta Rally2    | 1:11:25.3 | 0.0        |
| 2.   | Miguel Ángel Suárez    | Eduardo González     | Citroën C3 Rally2     | 1:11:38.3 | +13.0      |
| 3.   | Jan Černý              | Jan Černý            | Hyundai i20 N Rally2  | 1:11:41.1 | +15.8      |
| 4.   | Jorge Cagiao           | Javier Martínez      | Alpine A110 Rally RGT | 1:12:03.6 | +38.3      |
| 5.   | Sergio Fuentes         | Ariday Bonilla       | Citroën C3 Rally2     | 1:13:33.1 | +2:07.8    |
| 6.   | Óscar Palacio          | Alberto Iglesias Pin | Ford Fiesta Rally2    | 1:14:47.7 | +3:22.4    |
| 7.   | Manuel Mesa            | Víctor Pérez         | Suzuki Swift R4LLY S  | 1:16:26.6 | +5:01.3    |
| 8.   | Fernando Cruz          | Tecorice Hernádez    | Peugeot 208 Rally4    | 1:16:58.6 | +5:33.3    |
| 9.   | Walter Delgado         | Daniel Sosa          | Suzuki Swift R4LLY S  | 1:17:21.6 | +5:56.3    |
| 10.  | Juan Carlos de La Cruz | Nazer Ghuneim        | Peugeot 208 Rally4    | 1:18:17.8 | +6:52.5    |